# حكومة البكاي بن مبارك الثانية
حكومة البكاي بن مبارك الثانية هي ثاني حكومة في المغرب بعد استقلاله عن فرنسا سنة 1955. تم تأسيس المجلس الحكومي برئاسة البكاي بن مبارك لهبيل و بتعيين من الملك محمد الخامس للمرة الثانية على رأس هذا المجلس يوم 26 أكتوبر 1956 و ضلت صلاحيتها حتى 16 أبريل 1958.

## التركيبة الأولى للحكومة
تم تعيين أعضاء الحكومة بمقتضى الظهير الشريف 269-56-1 الذي نشر في العدد 2301 من الجريدة الرسمية بتاريخ 30 نوفمبر 1956، بعد أن أدى أعضاء الحكومة اليمين يوم 27 أكتوبر 1956.
الوزراء
| الصورة | الحقيبة الوزارية                     | الاسم                       | الحزب | الحزب |
| ------ | ------------------------------------ | --------------------------- | ----- | ----- |
|        | رئيس الوزارة                         | البكاي بن مبارك الهبيل      |       |       |
|        | وزير الشؤون الخارجية                 | أحمد بلافريج                |       |       |
|        | وزير الدولة المكلف بالوظيفة العمومية | محمد الرشيد ملين            |       |       |
|        | وزير العدل                           | عبد الكريم ابن جلون التويمي |       |       |
|        | وزير الداخلية                        | إدريس المحمدي               |       |       |
|        | وزير الدفاع الوطني                   | محمد الزغاري                |       |       |
|        | وزير الاقتصاد الوطني                 | عبد الرحيم بوعبيد           |       |       |
|        | وزير التهذيب الوطني                  | محمد الفاسي                 |       |       |
|        | وزير الفلاحة                         | عمر بن عبد الجليل           |       |       |
|        | وزير الأشغال العمومية                | محمد الدويري                |       |       |
|        | وزير الإخبار والسياحة                | أحمد رضا كديرة              |       |       |
|        | وزير الشغل والشؤون الإجتماعية        | عبد الله إبراهيم            |       |       |
|        | وزير الصحة العمومية                  | عبد المالك فرج              |       |       |
|        | وزير البريد والتلغراف والتلفون       | ليون بن زاكين               |       |       |